# Juva
Juva (föråldrat svenskt namn: Jockas) är en kommun i landskapet Södra Savolax i Finland. Juva har cirka 5 887 invånare och har en yta på 1 345,7 km². Juva är enspråkigt finskt. Det svenska namnet Jockas kommer från sockens tidigare finska namn, Jukainen.
Kommunens näringsliv domineras av jordbruket. Sedan 1990-talet fungerar här ett mejeri för ekologiska produkter, Juvan Luomu Oy. Fram till 2006 fanns här också en forskningsenhet för ekologiskt jordbruk.
Kommunens största arbetsgivare är WSOY:s tryckeri. Övriga betydande industriföretag är Salico, som hanterar och förpackar färsksallad, klädtillverkaren Jocca och möbelfabriken Sisuwood.
Lokaltidningen Juvan lehti, grundad 1956, utkommer en gång i veckan.
Ibland används namnet Jockas istället för Juva. Enligt Institutet för de inhemska språkens förteckning över svenska ortnamn i Finland är namnet Jockas föråldrat. Det officiella svenska namnet är Juva sedan 9 juni 1965, då svenska namnformen Jockas togs bort.
Juva torde ha grundats som ett kapell under Savilahti omkring sekelskiftet 1400 och blev en självständig kyrksocken 1442.

## Byar
- Haneberg (finska Koikkala)
- Kiiskilä
- Vehmais

## Politik

### Mandatfördelning i Juva kommun, valen 1976–2021
| 3 | 9 | 17 |  | 2 | 3 |

| 2 | 10 | 17 | 2 | 4 |

| 2 | 8 | 3 | 17 |  | 4 |

|  | 8 | 3 | 18 |  | 4 |

|  | 9 | 2 | 2 | 16 |  | 4 |

|  | 8 |  | 19 | 2 | 4 |

| 6 |  | 18 | 2 |

| 7 | 18 | 2 |

| 23 | 4 |

| 6 | 16 |  | 4 |

| 20 | 7 |

| 5 |  | 2 | 15 |  | 3 |

| 17 | 10 |

| 5 | 3 | 14 | 2 | 3 |

| 17 | 10 |

| 5 |  |  | 13 | 2 | 5 |

| 15 | 12 |

## Demografi

### Befolkningsutveckling
| Befolkningsutvecklingen i Juva kommun 1975–2020                                                              | Befolkningsutvecklingen i Juva kommun 1975–2020 | Befolkningsutvecklingen i Juva kommun 1975–2020 | Befolkningsutvecklingen i Juva kommun 1975–2020 | Befolkningsutvecklingen i Juva kommun 1975–2020 |
| --- | ----------------------------------------------- | ----------------------------------------------- | ----------------------------------------------- | ----------------------------------------------- |
| |                                                 |                                                 |                                                 |                                                 |
| År |                                                 |                                                 | Folkmängd                                       |                                                 |
| 1975 | 1975                                            |                                                 | 9 440                                           |                                                 |
| 1980 | 1980                                            |                                                 | 9 025                                           |                                                 |
| 1985 | 1985                                            |                                                 | 8 800                                           |                                                 |
| 1990 | 1990                                            |                                                 | 8 435                                           |                                                 |
| 1995 | 1995                                            |                                                 | 8 172                                           |                                                 |
| 2000 | 2000                                            |                                                 | 7 671                                           |                                                 |
| 2005 | 2005                                            |                                                 | 7 369                                           |                                                 |
| 2010 | 2010                                            |                                                 | 6 962                                           |                                                 |
| 2015 | 2015                                            |                                                 | 6 548                                           |                                                 |
| 2020 | 2020                                            |                                                 | 5 932                                           |                                                 |
| Anm: Uppgifterna avser förhållandena den 31 december nämnda år enligt områdesindelningen den 1 januari 2022. |                                                 |                                                 |                                                 |                                                 |

### Språk
Befolkningen efter språk (modersmål) den 31 december 2022. Finska, svenska och samiska räknas som inhemska språk då de har officiell status i landet. Resten av språken räknas som främmande. För språk med färre än 10 talare är siffran dold av Statistikcentralen på grund av sekretesskäl.
| Språk                        | Talare 2022-12-31 | Talare 2022-12-31 |
| Språk                        | Antal             | Andel (%)         |
| ---------------------------- | ----------------- | ----------------- |
| Hela befolkningen            | 5 769             | 100,0             |
| Inhemska språk totalt        | 5 615             | 97,3              |
| Finska                       | 5 600             | 97,1              |
| Svenska                      | 15                | 0,3               |
| Främmande språk totalt       | 154               | 2,7               |
| Ryska                        | 57                | 1,0               |
| Estniska                     | 31                | 0,5               |
| Tyska                        | 12                | 0,2               |
| Ukrainska                    | 11                | 0,2               |
| Språk med färre än 10 talare | 43                | 0,7               |

|  | Finska (97,1 %) |

|  | Svenska (0,3 %) |

|  | Främmande språk (2,6 %) |

|  | Finska (97,1 %) |

|  | Svenska (0,3 %) |

|  | Främmande språk (2,6 %) |